# Cordillera (geografie)
Een cordillera (Spaans voor bergketen) is een serie lange, parallel naast elkaar liggende bergketens of gebergtes die grotendeels in dezelfde oriëntatie liggen. Cordillera's bestaan niet alleen uit de bergen zelf maar ook uit de erbij horende dalen, bekkens, plateaus, rivieren en meren. Ze vormen vaak de ruggengraat van een continent, zoals de cordillera van de Andes in Zuid-Amerika of de Noord-Amerikaanse Cordillera van Noord-Amerika.
Cordillera's ontstaan aan plaattektonisch actieve randen van continenten, waar oceanische lithosfeer onder de rand van het continent subduceert. De spanning die daarbij ontstaat zorgt voor plooiing en overschuivingen. Tegelijk wordt bij de subductiezone magma gevormd waardoor underplating optreedt en aan het oppervlak vulkanen ontstaan. Al deze processen leiden tot gebergtevorming.
Voorbeelden van cordillera's zijn:
- de Cordillera de los Andes in Zuid-Amerika, kortweg de Andes genoemd;
- de Noord-Amerikaanse Cordillera in Noord-Amerika;
- de Arctische Cordillera in Canada;
- de Betische cordillera in Spanje en Marokko.